# Another War
Another War (cu sensul de Alt război) este un joc video de rol, care are loc în timpul celui de-Al Doilea Război Mondial. Jocul a fost lansat pentru PC la 30 septembrie 2002 de către editura cehă Cenega. A fost lansat ulterior pentru Mac la 31 decembrie.

## Complot
Urmărește povestea unui aventurier implicat în propriul său război privat în timpul celui de-al Doilea Război Mondial în Europa ocupată de naziști.
Intriga începe într-un orășel din Franța ocupată, unde un prieten al personajului jucabil este capturat de naziști și închis într-un castel din apropierea orașului.